# Liste der Deutschen Meister im Stabhochsprung
Der Stabhochsprung gehört zu den Wettbewerben, die bei den Olympischen Spielen von Anfang an auf dem Programm standen. in dieser hoch-technischen Disziplin ergaben sich immer wieder Veränderungen durch neue Materialien für die Sprungstäbe. In der Anfangszeit benutzten die Sportler Holz- oder Bambusstäbe, später kamen Metall- bzw. Aluminiumstäbe hinzu. Eine technische Revolution mit erheblichen Leistungssteigerungen brachten zu Beginn der 1960er Jahre die Glasfieberstäbe aus kohlenstofffaserverstärktem Kunststoff mit sich, die bis heute mit sukzessiven Materialverbesserungen alle anderen Stabarten abgelöst haben.
Innerhalb der Deutschen Leichtathletik-Meisterschaften wurde der Wettbewerb bei den Männern erstmals 1909 durchgeführt und stand anschließend durchgängig auf dem Meisterschaftsprogramm – mit kriegsbedingten Ausnahmen in den Jahren 1914, 1944 und 1945, als es keine der Deutschen Leichtathletik-Meisterschaften gab. Bei den Frauen kam die Disziplin erst in den 1990er Jahren ins nationale und internationale Wettkampfangebot. Offizielle Deutsche Meisterschaften im Stabhochsprung für die Frauen gibt es erst seit 1992. Seitdem hat die Disziplin auch bei den Frauen durchgängigen Einzug in das Meisterschaftsprogramm gehalten.

## Deutsche Meisterschaftsrekorde
| Männer | 5,94 m | Raphael Holzdeppe (LAZ Zweibrücken)         | Nürnberg            | 26. Juli 2015 |
| Frauen | 4,77 m | Annika Becker (LG Alheimer Rotenburg-Bebra) | Bochum-Wattenscheid | 7. Juli 2002  |

## Gesamtdeutsche Meister seit 1991 (DLV)
| Jahr | Ort                    | Männer    | Männer                                         | Männer   | Frauen                                                         | Frauen                                                               | Frauen                                                         |
| Jahr | Ort                    | Datum     | Athlet                                         | Höhe [m] | Datum                                                          | Athletin                                                             | Höhe [m]                                                       |
| ---- | ---------------------- | --------- | ---------------------------------------------- | -------- | -------------------------------------------------------------- | -------------------------------------------------------------------- | -------------------------------------------------------------- |
| 2025 | Dresden                | 3. August | Gillian Ladwig (Schweriner SC)                 | 5,65     | 2. August                                                      | Friedelinde Petershofen (SV Werder Bremen)                           | 4,20                                                           |
| 2024 | Braunschweig           | 30. Juli  | Bo Kanda Lita Baehre (ART Düsseldorf)          | 5,70     | 29. Juli                                                       | Anjuli Knäsche (VfB Stuttgart)                                       | 4,50                                                           |
| 2023 | Düsseldorf             | 7. Juli   | Bo Kanda Lita Baehre (TSV Bayer 04 Leverkusen) | 5,82     | 6. Juli                                                        | Anjuli Knäsche (LG Leinfelden-Echterdingen)                          | 4,41                                                           |
| 2022 | Berlin                 | 25. Juni  | Bo Kanda Lita Baehre (TSV Bayer 04 Leverkusen) | 5,90     | 26. Juni                                                       | Anjuli Knäsche (LG Leinfelden-Echterdingen)                          | 4,55                                                           |
| 2021 | Braunschweig           | 5. Juni   | Oleg Zernikel (ASV Landau)                     | 5,80     | 4. Juni                                                        | Jacqueline Otchere (MTG Mannheim)                                    | 4,30                                                           |
| 2020 | Braunschweig           | 9. Aug.   | Bo Kanda Lita Baehre (TSV Bayer 04 Leverkusen) | 5,75     | 8. Aug.                                                        | Stefanie Dauber (SSV Ulm 1846) Ria Möllers (TSV Bayer 04 Leverkusen) | 4,40                                                           |
| 2019 | Berlin                 | 4. Aug.   | Raphael Holzdeppe (LAZ Zweibrücken)            | 5,76     | 3. Aug.                                                        | Lisa Ryzih (ABC Ludwigshafen)                                        | 4,60                                                           |
| 2018 | Nürnberg               | 21. Juli  | Bo Kanda Lita Baehre (TSV Bayer 04 Leverkusen) | 5,50     | 22. Juli                                                       | Jacqueline Otchere (MTG Mannheim)                                    | 4,45                                                           |
| 2017 | Erfurt                 | 9. Juli   | Bo Kanda Lita Baehre (TSV Bayer 04 Leverkusen) | 5,60     | 8. Juli                                                        | Lisa Ryzih (ABC Ludwigshafen)                                        | 4,70                                                           |
| 2016 | Kassel                 | 19. Juni  | Tobias Scherbarth (TSV Bayer 04 Leverkusen)    | 5,70     | 18. Juni                                                       | Martina Strutz (Schweriner SC)                                       | 4,70                                                           |
| 2015 | Nürnberg               | 26. Juli  | Raphael Holzdeppe (LAZ Zweibrücken)            | 5,94     | 25. Juli                                                       | Lisa Ryzih (ABC Ludwigshafen)                                        | 4,60                                                           |
| 2014 | Ulm                    | 27. Juli  | Tobias Scherbarth (TSV Bayer 04 Leverkusen)    | 5,60     | 26. Juli                                                       | Lisa Ryzih (ABC Ludwigshafen)                                        | 4,50                                                           |
| 2013 | Ulm                    | 7. Juli   | Björn Otto (ASV Köln)                          | 5,80     | 6. Juli                                                        | Martina Strutz (SC Neubrandenburg)                                   | 4,65                                                           |
| 2012 | Boch.-W'scheid         | 17. Juni  | Malte Mohr (TV Wattenscheid 01)                | 5,82     | 16. Juni                                                       | Silke Spiegelburg (TSV Bayer 04 Leverkusen)                          | 4,70                                                           |
| 2011 | Kassel                 | 24. Juli  | Malte Mohr (LG Stadtwerke München)             | 5,72     | 23. Juli                                                       | Martina Strutz (Hagenower SV)                                        | 4,65                                                           |
| 2010 | Braunschweig           | 17. Juli  | Malte Mohr (LG Stadtwerke München)             | 5,75     | 18. Juli                                                       | Silke Spiegelburg (TSV Bayer 04 Leverkusen)                          | 4,65                                                           |
| 2009 | Ulm                    | 4. Juli   | Alexander Straub (LG Filstal)                  | 5,70     | 5. Juli                                                        | Silke Spiegelburg (TSV Bayer 04 Leverkusen)                          | 4,65                                                           |
| 2008 | Nürnberg               | 5. Juli   | Tim Lobinger (LG Stadtwerke München)           | 5,75     | 6. Juli                                                        | Carolin Hingst (USC Mainz)                                           | 4,55                                                           |
| 2007 | Erfurt                 | 22. Juli  | Danny Ecker (TSV Bayer 04 Leverkusen)          | 5,70     | 22. Juli                                                       | Silke Spiegelburg (TSV Bayer 04 Leverkusen)                          | 4,50                                                           |
| 2006 | Ulm                    | 15. Juli  | Lars Börgeling (TSV Bayer 04 Leverkusen)       | 5,75     | 16. Juli                                                       | Silke Spiegelburg (TSV Bayer 04 Leverkusen)                          | 4,55                                                           |
| 2005 | Boch.-W'scheid         | 2. Juli   | Tim Lobinger (ASV Köln)                        | 5,75     | 3. Juli                                                        | Silke Spiegelburg (TV Lengerich)                                     | 4,40                                                           |
| 2004 | Braunschweig           | 10. Juli  | Danny Ecker (TSV Bayer 04 Leverkusen)          | 5,70     | 11. Juli                                                       | Carolin Hingst (USC Mainz)                                           | 4,50                                                           |
| 2003 | Ulm                    | 28. Juni  | Tim Lobinger (ASV Köln)                        | 5,75     | 29. Juni                                                       | Yvonne Buschbaum (VfB Stuttgart)                                     | 4,70                                                           |
| 2002 | Boch.-W'scheid         | 6. Juli   | Lars Börgeling (TSV Bayer 04 Leverkusen)       | 5,80     | 7. Juli                                                        | Annika Becker (LG Alheimer Rotenburg-Bebra)                          | 4,77 (ER)                                                      |
| 2001 | Stuttgart              | 30. Juni  | Richard Spiegelburg (TSV Bayer 04 Leverkusen)  | 5,85     | 1. Juli                                                        | Annika Becker (LG Alheimer Rotenburg-Bebra)                          | 4,55 (DR)                                                      |
| 2000 | Braunschweig           | 29. Juli  | Tim Lobinger (ASV Köln)                        | 5,85     | 30. Juli                                                       | Yvonne Buschbaum (LG VfB/Kickers Stuttgart)                          | 4,45                                                           |
| 1999 | Erfurt                 | 3. Juli   | Tim Lobinger (ASV Köln)                        | 5,90     | 4. Juli                                                        | Yvonne Buschbaum (LG VfB/Kickers Stuttgart)                          | 4,40                                                           |
| 1998 | Nürnberg (M)/Riesa (F) | 11. Juli  | Tim Lobinger (LT DSHS Köln)                    | 5,92     | 8. Juli                                                        | Sabine Schulte (LG Bonn/Troisdorf/Niederkassel)                      | 4,25                                                           |
| 1997 | Frankfurt am Main      | 28. Juni  | Tim Lobinger (LT DSHS Köln)                    | 5,70     | 29. Juni                                                       | Andrea Müller (LAZ Zweibrücken)                                      | 4,20                                                           |
| 1996 | Köln                   | 21. Juni  | Michael Stolle (LG Bayer Leverkusen)           | 5,70     | 21. Juni                                                       | Christine Adams (SuS 09 Dinslaken)                                   | 4,15                                                           |
| 1995 | Bremen                 | 1. Juli   | Andrei Tivontschik (LAZ Zweibrücken)           | 5,70     | 2. Juli                                                        | Christine Adams (SuS 09 Dinslaken)                                   | 4,00                                                           |
| 1994 | Erfurt                 | 2. Juli   | Tim Lobinger (LG Bayer Leverkusen)             | 5,55     | 3. Juli                                                        | Andrea Müller (VT Zweibrücken)                                       | 3,95                                                           |
| 1993 | Duisburg               | 10. Juli  | Tim Lobinger (LG Bayer Leverkusen)             | 5,50     | 11. Juli                                                       | Carmen Haage (LG Herlazhofen/Diepoldshofen)                          | 3,85                                                           |
| 1992 | München                | 20. Juni  | Mark Lugenbühl (ASV Landau)                    | 5,55     | 21. Juni                                                       | Daniela Köpernick (SC Cottbus)                                       | 3,80                                                           |
| 1991 | Hannover               | 27. Juli  | Bernhard Zintl (TSV 1860 München)              | 5,50     | Stabhochsprung für Frauen noch nicht im Meisterschaftsprogramm | Stabhochsprung für Frauen noch nicht im Meisterschaftsprogramm       | Stabhochsprung für Frauen noch nicht im Meisterschaftsprogramm |

## 1948 bis 1990: Meister in derBundesrepublik Deutschlandbzw. derTrizone(DLV) / Meister in derDDRbzw. derSBZ(DVfL)
In diesen Jahren wurde der Stabhochsprung nur für Männer ausgetragen.
| Jahr | Bundesrepublik Deutschland | Bundesrepublik Deutschland | Bundesrepublik Deutschland                   | Bundesrepublik Deutschland | DDR           | DDR                | DDR                                     | DDR      |
| Jahr | Ort                        | Datum                      | Athlet                                       | Höhe [m]                   | Ort           | Datum              | Athlet                                  | Höhe [m] |
| ---- | -------------------------- | -------------------------- | -------------------------------------------- | -------------------------- | ------------- | ------------------ | --------------------------------------- | -------- |
| 1990 | Düsseldorf                 | 11. Aug.                   | Bernhard Zintl (LC Olympiapark München)      | 5,50                       | Dresden       | 18. Aug.           | Uwe Langhammer (SC Motor Jena)          |          |
| 1989 | Hamburg                    | 12. Aug.                   | Bernhard Zintl (LC Olympiapark München)      | 5,60                       | Neubrand'bg.  |                    | Uwe Langhammer (SC Motor Jena)          |          |
| 1988 | Frankfurt/M.               | 23. Juli                   | Władysław Kozakiewicz (TK Hannover)          | 5,40                       |               |                    | Uwe Langhammer (SC Motor Jena)          |          |
| 1987 | Gelsenkirchen              | 11. Juli                   | Władysław Kozakiewicz (TK Hannover)          | 5,50                       |               |                    | Uwe Langhammer (SC Motor Jena)          |          |
| 1986 | Berlin                     | 12. Juli                   | Władysław Kozakiewicz (TK Hannover)          | 5,55                       |               |                    | Uwe Langhammer (SC Motor Jena)          |          |
| 1985 | Stuttgart                  | 3. Aug.                    | Jürgen Winkler (LG Bonn-Meckenheim)          | 5,55                       | Leipzig       | 9.–11. Aug.        | Christoph Pietz (SC Dynamo Berlin)      | 5,40     |
| 1984 | Düsseldorf                 | 23. Juni                   | Günther Lohre (SV Salamander Kornwestheim)   | 5,30                       | Erfurt        | 1.–3. Juni         | Andreas Kramß (SC Dynamo Berlin)        | 5,40     |
| 1983 | Bremen                     | 25. Juni                   | Günther Lohre (SV Salamander Kornwestheim)   | 5,50                       | K.-Marx-Stadt | 16.–18. Juni       | Olaf Kasten (SC DHfK Leipzig)           | 5,30     |
| 1982 | München                    | 25. Juli                   | Günther Lohre (SV Salamander Kornwestheim)   | 5,65 (DR)                  | Dresden       | 30. Juni – 3. Juli | Steffen Giebe (SC Einheit Dresden)      | 5,20     |
| 1981 | Gelsenkirchen              | 18. Juli                   | Gerhard Schmidt (VT Zweibrücken)             | 5,45                       | Jena          | 7.–9. Aug.         | Axel Weber (SC Motor Jena)              | 5,35     |
| 1980 | Hannover                   | 16. Aug.                   | Günther Lohre (SV Salamander Kornwestheim)   | 5,35                       | Cottbus       | 16.–18. Juli       | Axel Weber (SC Motor Jena)              | 5,40     |
| 1979 | Stuttgart                  | 11. Aug.                   | Günther Lohre (SV Salamander Kornwestheim)   | 5,55 (DR)                  | K.-Marx-Stadt | 9.–12. Aug.        | Axel Weber (SC Motor Jena)              | 5,20     |
| 1978 | Köln                       | 12. Aug.                   | Günther Lohre (SV Salamander Kornwestheim)   | 5,40                       |               |                    | Wolfgang Reinhardt (SC Chemie Halle)    |          |
| 1977 | Hamburg                    | 6. Aug.                    | Günther Lohre (SV Salamander Kornwestheim)   | 5,40                       |               |                    | Axel Weber (SC Motor Jena)              |          |
| 1976 | Frankfurt/M.               | 14. Aug.                   | Günther Lohre (SV Salamander Kornwestheim)   | 5,20                       |               |                    | Axel Weber (SC Motor Jena)              |          |
| 1975 | Gelsenkirchen              | 29. Juni                   | Günther Lohre (SV Salamander Kornwestheim)   | 5,20                       |               |                    | Peter Wienick (ASK Vorwärts Potsdam)    |          |
| 1974 | Hannover                   | 27. Juli                   | Donald Baird/Australien (KSV Hessen Kassel)  | 5,25                       |               |                    | Wolfgang Reinhardt (SC Chemie Halle)    |          |
| 1973 | Berlin                     | 22. Juli                   | Volker Ohl (SG Arheilgen)                    | 5,20                       |               |                    | Manfred Frühauf (SC Chemie Halle)       |          |
| 1972 | München                    | 22. Juli                   | Reinhard Kuretzky (SV Bayer 04 Leverkusen)   | 5,20                       |               |                    | Wolfgang Nordwig (SC Motor Jena)        |          |
| 1971 | Stuttgart                  | 10. Juli                   | Hans-Jürgen Ziegler (KSV Hessen Kassel)      | 5,10                       |               |                    | Wolfgang Nordwig (SC Motor Jena)        |          |
| 1970 | Berlin                     | 8. Aug.                    | Volker Ohl (SG Arheilgen)                    | 5,10                       |               |                    | Wolfgang Nordwig (SC Motor Jena)        |          |
| 1969 | Düsseldorf                 | 16. Aug.                   | Heinfried Engel (USC Mainz)                  | 5,00                       |               |                    | Wolfgang Nordwig (SC Motor Jena)        |          |
| 1968 | Berlin                     | 17. Aug.                   | Klaus Lehnertz (KSV Hessen Kassel)           | 5,00                       |               |                    | Wolfgang Nordwig (SC Motor Jena)        |          |
| 1967 | Stuttgart                  | 5. Aug.                    | Klaus Lehnertz (KSV Hessen Kassel)           | 5,10                       |               |                    | Wolfgang Nordwig (SC Motor Jena)        |          |
| 1966 | Hannover                   | 7. Aug.                    | Klaus Lehnertz (KSV Hessen Kassel)           | 4,80                       |               |                    | Wolfgang Nordwig (SC Motor Jena)        |          |
| 1965 | Duisburg                   | 7. Aug.                    | Wolfgang Reinhardt (TSV Bayer 04 Leverkusen) | 4,85                       |               |                    | Wolfgang Nordwig (SC Motor Jena)        |          |
| 1964 | Berlin                     | 9. Aug.                    | Wolfgang Reinhardt (TSV Bayer 04 Leverkusen) | 5,05                       |               |                    | Manfred Preußger (SC DHfK Leipzig)      |          |
| 1963 | Augsburg                   | 10. Aug.                   | Wolfgang Reinhardt (TSV Bayer 04 Leverkusen) | 4,92                       |               |                    | Manfred Preußger (SC DHfK Leipzig)      |          |
| 1962 | Hamburg                    | 28. Juli                   | Dieter Möhring (VfL Wolfsburg)               | 4,50                       |               |                    | Manfred Preußger (SC DHfK Leipzig)      |          |
| 1961 | Düsseldorf                 | 29. Juli                   | Klaus Lehnertz (Solinger LC)                 | 4,30                       |               |                    | Peter Laufer (SC DHfK Leipzig)          |          |
| 1960 | Berlin                     | 23. Juli                   | Klaus Lehnertz (Solinger LC)                 | 4,30                       |               |                    | Manfred Preußger (SC DHfK Leipzig)      |          |
| 1959 | Stuttgart                  | 25. Juli                   | Klaus Lehnertz (Solinger LC)                 | 4,30                       |               |                    | Peter Laufer (SC DHfK Leipzig)          |          |
| 1958 | Hannover                   | 19. Juli                   | Dieter Möhring (VfL Wolfsburg)               | 4,30                       |               |                    | Manfred Preußger (SC DHfK Leipzig)      |          |
| 1957 | Düsseldorf                 | 17. Aug.                   | Willi Reißmann (TV Fürth 1860)               | 4,10                       |               |                    | Manfred Preußger (SC DHfK Leipzig)      |          |
| 1956 | Berlin                     | 19. Aug.                   | Julius Schneider (SC Pforzheim)              | 4,10                       | Erfurt        |                    | Manfred Preußger (SC DHfK Leipzig)      |          |
| 1955 | Frankfurt/M.               | 7. Aug.                    | Julius Schneider (SC Pforzheim)              | 4,20                       |               |                    | Manfred Preußger (SC DHfK Leipzig)      |          |
| 1954 | Hamburg                    | 8. Aug.                    | Julius Schneider (SC Pforzheim)              | 4,10                       |               |                    | Karl-Heinz Balzer (Einheit Mitte Halle) |          |
| 1953 | Augsburg                   | 26. Juli                   | Julius Schneider (SC Pforzheim)              | 4,00                       |               |                    | Karl-Heinz Balzer (Einheit Mitte Halle) |          |
| 1952 | Berlin                     | 29. Juni                   | Hanfried Oertel (TuS Rot-Weiß Koblenz)       | 4,00                       |               |                    | Karl-Heinz Balzer (Einheit Mitte Halle) |          |
| 1951 | Düsseldorf                 | 28. Juli                   | Julius Schneider (SC Pforzheim)              | 4,20 (DR)                  | Erfurt        |                    | Karl-Heinz Balzer (Einheit Mitte Halle) |          |
| 1950 | Stuttgart                  | 6. Aug.                    | Hanfried Oertel (TuS Rot-Weiß Koblenz)       | 3,90                       |               |                    | Karl-Heinz Balzer (Einheit Mitte Halle) |          |
| 1949 | Bremen                     | 7. Aug.                    | Gustav Stührk (TSV 1860 München)             | 3,90                       |               |                    | Karl-Heinz Balzer (Einheit Mitte Halle) |          |
| 1948 | Nürnberg                   | 14. Aug.                   | Rudolf Glötzner (Turnerbund Weiden)          | 3,80                       |               |                    | Steiner (Oberlungwitz)                  |          |

## Deutsche Meister 1909 bis 1947 (DLV)
In diesen Jahren wurde der Stabhochsprung nur für Männer ausgetragen.
| Jahr | Ort                                                         | Datum                                                       | Athleten                                                    | Höhe [m]                                                    |
| ---- | ----------------------------------------------------------- | ----------------------------------------------------------- | ----------------------------------------------------------- | ----------------------------------------------------------- |
| 1947 | Köln                                                        | 10. August                                                  | Gustav Stührk (TSV 1860 München)                            | 3,80                                                        |
| 1946 | Frankfurt am Main                                           | 25. August                                                  | Kurt Landschulze (Polizei SV Köln)                          | 3,70                                                        |
| 1945 | kriegsbedingt keine Deutschen Leichtathletikmeisterschaften | kriegsbedingt keine Deutschen Leichtathletikmeisterschaften | kriegsbedingt keine Deutschen Leichtathletikmeisterschaften | kriegsbedingt keine Deutschen Leichtathletikmeisterschaften |
| 1944 | kriegsbedingt keine Deutschen Leichtathletikmeisterschaften | kriegsbedingt keine Deutschen Leichtathletikmeisterschaften | kriegsbedingt keine Deutschen Leichtathletikmeisterschaften | kriegsbedingt keine Deutschen Leichtathletikmeisterschaften |
| 1943 | Berlin                                                      | 24. Juli                                                    | Gustav Stührk (DSC Berlin)                                  | 3,90                                                        |
| 1942 | Berlin                                                      | 25. Juli                                                    | Rudolf Glötzner (MTV 1879 München)                          | 4,00                                                        |
| 1941 | Berlin                                                      | 19. Juli                                                    | Rudolf Glötzner (Turnerbund Weiden)                         | 4,10                                                        |
| 1940 | Berlin                                                      | 11. August                                                  | Rudolf Glötzner (Turnerbund Weiden)                         | 4,00                                                        |
| 1939 | Berlin                                                      | 8. Juli                                                     | Josef Haunzwickel (Weiß-Rot-Weiß Wien)                      | 4,00                                                        |
| 1938 | Breslau                                                     | 28. Juli                                                    | Josef Haunzwickel (Weiß-Rot-Weiß Wien)                      | 4,00                                                        |
| 1937 | Berlin                                                      | 24. Juli                                                    | Julius Müller (TV Kuchen)                                   | 4,00                                                        |
| 1936 | Berlin                                                      | 11. Juli                                                    | Julius Müller (TV Kuchen)                                   | 4,00                                                        |
| 1935 | Berlin                                                      | 3. August                                                   | Julius Müller (TV Kuchen)                                   | 4,00                                                        |
| 1934 | Nürnberg                                                    | 27. Juli                                                    | Gustav Wegner (VfL Halle 1896)                              | 4,11 (DR)                                                   |
| 1933 | Köln                                                        | 12. August                                                  | Gustav Wegner (VfL Halle 1896)                              | 3,94                                                        |
| 1932 | Hannover                                                    | 2. Juli                                                     | Julius Müller (TV Kuchen)                                   | 4,05                                                        |
| 1931 | Berlin                                                      | 1. August                                                   | Gustav Wegner (VfL Halle 1896)                              | 4,04                                                        |
| 1930 | Berlin                                                      | 2. August                                                   | Gustav Wegner (VfL Halle 1896)                              | 3,94                                                        |
| 1929 | Breslau                                                     | 20. Juli                                                    | Gustav Wegner (VfL Halle 1896)                              | 3,99 (DR)                                                   |
| 1928 | Düsseldorf                                                  | 14. Juli                                                    | Julius Müller (TV Cannstatt)                                | 3,82 (DR)                                                   |
| 1927 | Berlin                                                      | 16. Juli                                                    | Achilles Reeg (TSV Neu-Isenburg)                            | 3,76                                                        |
| 1926 | Leipzig                                                     | 8. August                                                   | Karl Möbius (VfL 06 Saalfeld)                               | 3,60                                                        |
| 1925 | Berlin                                                      | 9. August                                                   | Achilles Reeg (TSV Neu-Isenburg)                            | 3,60                                                        |
| 1924 | Stettin                                                     | 10. August                                                  | Alfred Lehniger (SCC Berlin)                                | 3,70                                                        |
| 1923 | Frankfurt am Main                                           | 19. August                                                  | Alfred Lehniger (SCC Berlin)                                | 3,70                                                        |
| 1922 | Duisburg                                                    | 20. August                                                  | Heinrich Fricke (TK Hannover)                               | 3,80                                                        |
| 1921 | Hamburg                                                     | 21. August                                                  | Heinrich Fricke (TK Hannover)                               | 3,70                                                        |
| 1920 | Dresden                                                     | 15. August                                                  | Ludwig Gaim (TSV 1860 München)                              | 3,50                                                        |
| 1919 | Nürnberg                                                    | 24. August                                                  | Alfred Lehniger (Turngemeinde in Berlin)                    | 3,42                                                        |
| 1918 | Berlin                                                      | 25. August                                                  | Ludwig Gaim (TSV 1860 München)                              | 3,50                                                        |
| 1917 | Berlin                                                      | 5. August                                                   | Heinrich Fricke (TK Hannover)                               | 3,40                                                        |
| 1916 | Leipzig                                                     | 27. August                                                  | Ludwig Gaim (TSV 1860 München)                              | 3,43                                                        |
| 1915 | Berlin                                                      | 19. September                                               | Ludwig Gaim (TSV 1860 München)                              | 3,30                                                        |
| 1914 | kriegsbedingt keine Deutschen Leichtathletikmeisterschaften | kriegsbedingt keine Deutschen Leichtathletikmeisterschaften | kriegsbedingt keine Deutschen Leichtathletikmeisterschaften | kriegsbedingt keine Deutschen Leichtathletikmeisterschaften |
| 1913 | Breslau                                                     | 17. August                                                  | Otto Fleiter (VfvB Ruhrort)                                 | 3,50                                                        |
| 1912 | Duisburg                                                    | 18. August                                                  | Otto Fleiter (ASC Münster)                                  | 3,50                                                        |
| 1911 | Dresden                                                     | 20. August                                                  | Robert Pasemann (TiB Berlin)                                | 3,54                                                        |
| 1910 | Frankfurt am Main                                           | 28. August                                                  | Robert Pasemann (Kieler FV 1900)                            | 3,44                                                        |
| 1909 | Frankfurt am Main                                           | 29. August                                                  | Robert Pasemann (Kieler FV 1900)                            | 3,41                                                        |